# Campsiophora arawak
Campsiophora arawak är en nattsländeart som beskrevs av Oliver S. Flint Jr. 1968. Campsiophora arawak ingår i släktet Campsiophora och familjen stenhusnattsländor. Inga underarter finns listade i Catalogue of Life.